# Srđan Srećković
Srđan Srećković, cyr. Срђан Срећковић (ur. 12 kwietnia 1974 w Belgradzie) – serbski polityk i ekonomista, minister ds. religijnych i diaspory (2008–2012).

## Życiorys
Ukończył szkołę średnią w Belgradzie, następnie studia na Wydziale Ekonomicznym Uniwersytetu w Belgradzie. Na tej samej uczelni uzyskał magisterium. W 1992 został członkiem Serbskiego Ruchu Odnowy (SPO). Pracował w ministerstwie handlu, turystyki i służb publicznych, a także jako asystent dyrektora linii lotniczych Jat Airways.
Od 7 lipca 2008 do 14 marca 2011 był ministrem ds. diaspory, a następnie do 27 lipca 2012 ministrem ds. religijnych i diaspory w gabinecie Mirka Cvetkovicia. Sprzeciwił się podjętej przez władze SPO decyzji o opuszczeniu koalicji rządowej, w konsekwencji został usunięty z partii. Związał się później z partią Razem dla Serbii Dušana Petrovicia.